# Simon Stone
Simon Stone (Bazel, 19 augustus 1984) is een Australische film- en theaterregisseur, schrijver en acteur.

## Jeugd
Simon stone werd geboren in Basel. Toen hij zeven jaar was verhuisde het gezin naar Cambridge en toen hij twaalf was verhuisde het gezin naar Melbourne. Zes maanden na de verhuis naar Australië, was hij getuige van hoe zijn vader stierf aan een hartaanval. Het overlijden van zijn vader creëerde bij Stone, naar eigen zeggen, een gevoel van maar over beperkte tijd te beschikken en maakte hem gedreven om op korte tijd veel te realiseren. Stone studeerde aan het Victoria College of Arts in Melbourne.

## Werk in Australië
In 2007 richtte Stone het theatergezelschap The Hayloft Project op. Hij regisseerde de inaugurele productie van Frank Wedekinds Frühlings Erwachen . Andere producties die Stone gemaakt heeft voor The Hayloft Project zijn onder meer Platonov, 3xSisters, The Suicide. The Only Child, een herwerking van Henrik Ibsen's Kleine Eyolf, won de Sydney Theatre Award voor Beste onafhankelijke productie.
Tussen 2011 en 2013 was Stone regisseur in residentie bij het Belvoir theatergezelschap in Sydney, waar hij onder andere zijn versie van De wilde Eend van Ibsen ensceneerde. Deze voorstelling werd in 2011 bekroond met een Helpmann award en een Sydney Theatre award en speelde op internationale podia, waaronder op het Holland Festival.

## Werk in Europa
Door zijn succesvolle voorstellingen is Stone een veelgevraagd regisseur geworden. Sinds 2015 werkt hij voornamelijk in Europa. Zo is hij thuisregisseur bij Theater Basel en Artiste Associé bij Théâtre de l’Odéon.
Voor Theater Basel regisseerde hij onder andere Angels in America van Tony Kushner, John Gabriel Borkman van Ibsen, Drie Zusters van Tsjechov. Deze voorstellingen werden alle drie geselecteerd voor het Theatertreffen in Berlijn. Een project rond het werk van August Strindberg, Hotel Strindberg, ging in première in Theater Basel in 2018.
In 2016 werd Stone huisregisseur bij het Internationaal Theater Amsterdam (toen nog Toneelgroep Amsterdam). Hier heeft Stone tot op heden vier voorstellingen gemaakt: Husbands and Wives, naar de film van Woody Allen en Medea, naar Euripides, Ibsen Huis, waarin Stone verschillende verhalen van Ibsen tot één voorstelling herwerkte en Flight 49, gebaseerd op Op hoop van zegen van Herman Heijermans.

## Film
In 2015 ging The Daughter, Stones debuut als filmregisseur in première op het filmfestival van Sydney. De film is net als de voorstelling die Stone voor Belvoir maakte, gebaseerd op De Wilde Eend van Ibsen. In 2021 komt Stones tweede film, The Dig, uit.

## Als acteur
Stone speelde als acteur mee in de televisieseries John Safran's Music Jamboree, MDA, Blue Heelers, Rush, City Homicide en de films Jindabyne, Kokoda, Balibo, Blame en The Eye of the Storm.

## Stijl
Stone werkt zeer vaak met repertoirestukken, die hij op radicale wijze herwerkt. Hij zegt hierover zelf dat een klassieke tekst, die zichzelf al bewezen heeft garant staat voor een sterk verhaal en dat deze klassieke teksten vaak de essentiële vragen over het menselijk bestaan stellen. In zijn voorstellingen wisselen de acteurs vaak af tussen spelen en vertellen, waardoor het realistische kader van de voorstelling uitgebreid wordt. Door met zijn acteurs te improviseren rond de thema's en personages uit de originele tekst, creëert Stone nieuwe teksten die verwijzen naar het originele werk.